# Atletiek op de Paralympische Zomerspelen 2024 - 800 m mannen T53
De 800 meter voor mannen klasse T53 op de Paralympische Zomerspelen 2024 vond plaats van op 1 september in het Stade de France. Deze klasse is voor atleten met onderbreking van de zenuwen in de lagere delen van de rug, met normaal gebruik van armen en handen, geen of beperkte rompfunctie en geen beenfunctie. De winnaar van 2020 was Pongsakorn Paeyo uit de Thailand, hij werd in 2024 opgevolgd door de Canadees Brent Lakatos. Pongsakorn Paeyo behaalde het zilver en Brian Siemann uit de Verenigde Staten won de bronzen medaille.

## Records
Voorafgaand aan het toernooi waren dit het wereldrecord en het Paralympisch record.
| Wereldrecord        | Canada Brent Lakatos      | 1:31.69 | Arbon | 2 juni 2019      |
| Paralympisch record | Thailand Pongsakorn Paeyo | 1:36.07 | Tokio | 2 september 2021 |

### Finale
| Rang   | Naam                   | Naam | Tijd    | Bijz. |
| ------ | ---------------------- | ---- | ------- | ----- |
| Goud   | Brent Lakatos          | CAN  | 1:37.32 | SB    |
| Zilver | Pongsakorn Paeyo       | THA  | 1:38.36 |       |
| Brons  | Brian Siemann          | USA  | 1:38.44 |       |
| 4      | Pierre Fairbank        | FRA  | 1:40.79 |       |
| 5      | Pichet Krungget        | THA  | 1:40.71 |       |
| 6      | Masaberee Arsae        | THA  | 1:40.91 |       |
| 7      | Byunghoon Yoo          | KOR  | 1:41.20 | SB    |
| 8      | Mohamed Nidhal Khelifi | TUN  | 1:42.50 |       |